# 룬의 아이들: 윈터러
《룬의 아이들: 윈터러》는 전민희의 판타지 소설 룬의 아이들 시리즈의 첫 번째 작품이다. 이 세계의 모습은 판타지 소설의 일반적인 틀을 따르고 있다. 7권으로 완결되었다. 일본에서는 총 3권으로 출간되었다.

## 줄거리
트라바체스의 진네만 가문에서 태어난 보리스는 삼촌 블라도 진네만이 아버지인 율켄 진네만의 저택을 공격해오자 형 예프넨과 함께 윈터러와 스노우가드(윈터바텀 킷)를 가지고 도망가는 중 에메라 호수에서 괴물(골모답)이 나타나 예프넨이 골모답에게 상처를 입는다. 그 후 예프넨이 괴물 골모답에게 입었던 상처가 발작을 일으키고, 예프넨은 자신이 미쳐버려 보리스를 죽일지도 모른다는 두려움에 휩싸여 자살을 택한다. 보리스는 예프넨을 묻을 때 스노우가드를 수의로 입혀준다. 보리스는 형이 죽은 뒤, 트라바체스의 한 성(그와레 성)에서 대장간의 일을 하려다 아노마라드의 벨노어 백작을 만나 벨노어 가문의 양자가 된다. 그 곳에서 보리스는 검술 선생으로 월넛(본명 나우플리온)을 만나 그에게 검술을 배우며, 후에도 중요하게 다뤄지는 인물 란지에를 만난다. 란지에는 벨노어 백작이 보리스의 윈터러와 죽은 예프넨의 스노우가드를 빼앗기 위해 보리스를 속였다는 것을 알려주고, 그가 성에서 탈출할 수 있도록 도와준다. 보리스는 성에서 탈출한 뒤, 추적자를 따돌리던 중에 첫 살인을 하고, 로젠버그 관문을 통과하여 렘므로 가려고 하나 신분이 없어 길이 막힌다. 그러나 정체를 숨기고 있던 월넛선생과의 계약으로 관문을 통과하고 정체를 밝힌 그에게 목숨을 구원받는다. 그와 보리스는 렘므 여기저기를 떠돌다 함께 달의 섬으로 떠난다. 달의 섬에서 보리스는 다프넨(월계수)라는 새로운 이름을 받고-사실 보리스가 처음 받게 될 이름은 아타나토스, 즉 불멸, 불사라는 뜻이였으나 나우플리온으로 인해 다프넨으로 바뀐다. 이는 마지막 권, 겨울 대장장이와의 만남에서 보리스의 선택과 중요한 연관이 있다.-질(스콜리 검술선생)과의 갈등으로 산 위의 공주라 불리는 간찬트를의 곧우 게술된다엘라와 숨많은과 헥의 천 인위기에 처하나 윈터러로 괴물을 죽이고 그 힘은 부서진 공회당을 얼음으로 뒤덮었다. 많은 우여곡절 끝에 15살이 되던 해, 그는 실버스컬에 나와 벨노어 백작의 음모에 또다시 놓이게 되지만 로즈니스-벨노어 백작의 딸이자 한때 보리스의 여동생을 자움으던 ㅡ나 공 작 벨 힘을 빌려 무사히 우승자가 되어 섬으로 무사히 돌아온다. 그리하여 그는 달여왕에게 후라칸(예비하는 자)라는 두 번째 이름을 받는다. 그러던 중 다프넨은 나무탑의 현자 제로가 준 책을 읽다 달의 섬의 비밀을 깨닫게 된다.
- 책 ' 가나폴리 이주의 역사 '
- 가나폴리 이주민의 역사가 담긴 책.
- 본문 인용

재앙의 날을 피한 우리가 오늘 이 척박한 땅에 정착할 수밖에 없게 된 것은 독수리의 날에 내린 신탁을 충실히 따르지 아니한 우리 자신의 과오에 있도다.
(중략)
....그리하여 선대의 과오를 잊지 아니하고자 우리는 네 섬의 이름을 각각 '영광의 기억', '신탁의 침묵', 대지의 상실', '귀환의 기원'으로 이름하였다.

다프넨은 책을 읽으며 달의 섬의 비밀. 즉 달의 섬 주민은 가나폴리 이주민의 후손들이고, '달 여왕'의 존재 의미. 섭정의 거짓을 알게 된다.
달의 섬 정화 의식을 치르는 날, 그는 리리오페(섭정의 딸)의 소유욕으로 인해 리리오페와 약혼을 해야 될 상황에 처하고, 이솔렛을 사랑하고 있었던 보리스는 리리오페와의 약혼을 거절하여 달의 섬에서 추방된다. 그는 윈터러에 대해 알기 위해 고대 마법왕국 가나폴리의 터였던 필멸의 땅으로 떠나고, 나야트레이와 만난다. 그 후 고대의 마법왕국 가나폴리의 마지막 생존자이며 불멸자인 마법사 에피비오노를 만나 늙은이의 우물에 들어가 윈터러의 힘을 모두 떠맡고 죽을 때까지 책임을 지겠다는 약속을 겨울 대장장이(윈터러를 벼린 존재)와 한 후, 소원 거울을 통해 자신이 형을 잃고 처음으로 사람의 온기를 느낄 수 있었던 트라바체스의 그와레에서 대장장이 조수일을 한다. 그러던 중 칼츠 상단의 안주인 롤리아니 칼츠로 인해 어머니의 유품을 되찾고, 루시안 칼츠의 호위무사겸 친구가 된다. 보리스는 그의 친구로 도박 사건을 매듭짓고 루시안과 함께 블루벨 파티에 참가하던 중 공화국을 꿈꾸는 민중의 벗이 된 란지에를 만나지만 함께하지 않겠느냐는 그의 제안을 거절하고 헤어진다. 루시안에게 같이 학원에 가지 않겠느냐는 제안을 받고 생각하던 보리스는 그에게 찾아온 이솔렛을 만나, 나우플리온이 예전에 골모답에게 입었던 상처 때문에 남은 날이 얼마 되지 않는다는 사실을 전해듣는다. 그를 살리기 위해 필요한 골모답의 심장을 얻기 위해 트라바체스(롱고르드의 에메라 호수)에서 자신의 형을 죽게 만들었던 괴물과 사투를 벌여 마침내 죽이고 그를 치료할 붉은 심장을 이솔렛에게 건넨다. 그리고 루시안과 함께 대륙 최고의 마법학원 네냐플에 입학한다.
- 룬의 아이들 요약

- 1권
- 집에서 도망쳐 나옴
- 예프넨이 죽음
- 튤크 집사와 헤어짐
- 벨노어 저택에 의지
- 란지에와 첫만남
- 로즈니스와 첫만남
- 윌넛(검술 선생)을 만나 윈터러를 압수당하는 부분.

- 2권
- 윌넛에게서 윈터러를 되찾음
- 벨노어 저택에서 탈출
- 로즈니스와 헤어짐
- 첫 살인을 경험하고 로젠버그 관문을 통과한 직후 이실더 산(나우플리온)에게 목숨을 구원
- 루시안과 첫만남.

- 3권
- 렘므 곳곳을 여행하다
- 렘므에서 달의 섬으로 향하다.
- 오이지스(아픔)을 만나고 달의 섬에서의 생활
- 유령들과의 만남
- 보리스,'다프넨'이름을 받다.

- 4권
- 엔디미온(유령, 가나폴리의 소년왕)과의 만남
- 이솔렛과의 데이트
- 질의 음모에 빠져서 죽을 위기에 처하다
- 골모답과의 혈투
- 에키온의 함정에 빠지다
- 죽을 위기에 처하다

- 5권
- 다프넨, 살아남다.
- 다프넨, 실버스컬의 참가.
- 루시안, 이솔렛의 꾀임에 빠져 도박을 하다.
- 다프넨, 로즈니스와의 재회
- 다프넨, 실버스컬 우승
- 다프넨, 시골마을에서의 혈투
- 다프넨, 보리스로 돌아가다.

- 6권
- 다프넨, 후라칸(예비하는 자) 칭호를 받다.
- 다프넨, 달의 섬의 비밀을 알다.
- 비밀의 공유자
- 불타는 장서관(나무탑)
- 오이지스, 죽음의 위기. 제로, 꿈의 상실
- 유령의 세계에 진입하다.
- 무모한 주사위 대결.
- 다프넨, 마음의 숲에서 진실을 알게되다.
- 사랑의 위기
- 다프넨, 추방되다.

- 7권
- 필멸의 땅 대 탐험
- 나야트레이와의 재회
- 인형의 진실
- 겨울 대장장이와의 만남
- 영생을 거부하다
- 소원 거울
- 3년 전 다시 그 길에서
- 보리스, 루시안과의 재회
- 루시안 도박 사건
- 블루벨 파티
- 란지에와의 재회
- 생일 선물을 받다.
- 아아-, 나우폴리온
- 다시 돌아온 저택
- 튤크와의 재회
- 보리스 진네만, 진네만가의 가주
- 복수는 생명으로.
- 겨울이 끝났다.
- 안녕, 튤크집사
- 잘가, 예프넨 형
- 붉은 생명
- 소리없는 찬트
- 네냐플 입학

## 등장인물
룬의 아이들 시리즈의 설정은 게임 테일즈위버의 배경으로도 사용되지만 이름들과 모습만 비슷할 뿐이고 내용 면에서는 연관성을 거의 찾을 수 없다.

### 주요 등장인물
- 보리스 진네만(Boris Jinneman): 이 소설의 주인공. 청회색 눈동자를 갖고 있고, 검푸른 빛깔의 머리카락을 길게 기르고 다니는 소년. 어릴 때에는 형과 함께 지내던 평범한 동생이었지만 형이 죽고 나서는 누구에게도 의지할 수 없게 되었기에 위험한 세상에서 살아남기 위해 차가워진다. 형 예프넨의 '살아남으라'라는 유언에 얽매여 자신의 삶을 살지 못하는 소년이었으나, 가나폴리 겨울대장장이와의 만남 이후 자신만의 삶을 찾아나가게 된다. 자신과 관계없는 일에는 간섭하지 않으려 하고 일반적인 사람들과는 거리를 두지만 몇몇 좋아하는 사람들에게만은 마음을 열어준다. 달의섬에 들어와서는 월계수나무를 뜻하는 다프넨이라는 이름을 받아 사용하였다.
- 예프넨 진네만(Yevgnen Jinneman): 보리스 진네만의 형. 동생에게는 그를 지켜주는 다정한 형이었다. 하지만 에메라 호수 망령에게 상처를 입고 이후로 밤마다 발작을 일으키게 되고, 그 상태에서는 자신도 모르게 동생을 죽이려 하기 때문에, 이를 걱정하여 스스로 목숨을 끊는다. 보리스의 기억에서 가장 중요한 부분을 차지하는 보리스의 정신적 지주.
- 란지에 로젠크란츠(Lanziee RosenKrantz): 피부는 새하얗고, 머리카락은 하늘빛, 눈동자는 붉은 빛을 띠고 있는 소년. 벨노어 백작의 집에서 하인으로 있다가 보리스가 벨노어가의 양자로 들어오면서 그의 시중을 들게된다. 병약한 동생을 돌보기 위해 무슨 일이든 하며, 그와 헤어진 이후에 공화국을 위한 혁명을 꿈꾸고 있었는데, 이 이야기는 룬의 아이들: 데모닉에서 더 자세하게 전개된다.
- 나우플리온(Nauflion): 위험한 세상에서 약했던 보리스를 보호해주고 달의섬으로 데려온 남자. 달의섬에서는 검의 사제라는 자리를 맡고 있다. 가나폴리 전통 검술 티그리스의 계승자이자 보리스가 마음을 열어놓고 대하는 몇 안 되는 사람 중 한 명. 이실더 산, 윌넛 선생이라고 불리기도 한다. 나우플리온은 '항해자'라는 뜻이다.
- 이솔렛(Isolet) : 달의 섬에서 다프넨(보리스)에게 '신성 찬트'를 가르치는 스승. 다프넨보다는 3살 연상으로, 그와는 서로 좋은 감정을 갖게 되나 끝내 이루어지지 않는다. 가나폴리 전통 검술인 티엘라와 가나폴리의 기원의 노래 '신성찬트(Holy Chant)'의 유일한 계승자이며, 정치적 이유로 아버지인 전대 검의 사제 일리오스가 위험으로 내몰려 죽은 이후 싸늘한 성격으로 변하게 되었다. '고귀한 고독'이라는 이름의 의미답게 산 속에서 살고 있어 '산 위의 공주'라고도 불린다. 귀가 드러나도록 짧게 쳐 올린 금빛 머리에 뒤에 맨 쌍검이 날카로운 인상을 주는 자존심 강한 '전사'. 풀네임은 '이솔레스티'
- 루시안 칼츠(Lucian Kaltz): 머리카락은 황금 빛이고, 눈동자는 청록색인 소년. 칼츠 집안의 후계자로 어릴 때부터 부유한 환경에서 자라서 보리스와 반대로 낙천적인 성격을 갖고 있다. 자신과는 다른 보리스에게 호기심과 호감을 느껴 보리스와 친구가 된다. 낭비벽이 있다.

### 보조 등장인물
- 율켄 진네만: 보리스 진네만과 예프넨 진네만의 아버지. 에메라 호수에서 블라도 진네만과 싸우던 중 집사에게 죽임을 당함 (훗날 집사가 블라도의 딸을 납치해서 괴물 골모답에게 가져다가 버린다).
- 블라도 진네만: 율켄 진네만의 동생. 형을 죽이고 보리스와 예프넨을 죽음으로 내몰았으나 그 후에 골모답에게 자신의 딸 예니에게 상처를 입혀 광증에 걸리게 됨으로써 그 대가를 치르게 된다.
- 데스포이나: 달의 섬의 지팡이의 사제. 나우플리온과 다프넨(보리스)를 여러번 도와준다. 고아였던 나우플리온을 돌봐준 사람.
- 리리오페: 달의 섬의 섭정 스카이볼라의 딸. 다프넨(보리스)이 달의 섬에서 순례자로 살아갈 것을 포기하게 된 원인을 제공한다. 이름의 의미는 '백합의 목소리'.
- 오이지스: 달의 섬에서 만난 다프넨(보리스)의 친구. 이름의 의미는 '아픔'.
- 엔디미온: 고대 마법 왕국 가나폴리의 소년 왕. 가나폴리에서 유령으로 지내다 천년 전 어떠한 이유로 가나폴리가 멸망한 이후 이주단과 함께 달의 섬에 정착하였다. 보리스에게 그의 마법 주사위를 선물하고, 위기의 순간에 다프넨(보리스)을 도와준다.
- 일리오스: 이솔레스티(이솔렛)의 아버지. '태양'이라는 뜻의 이름을 가졌으며, 전대 검의 사제였으나 이계의 괴물 골모답과 동귀어진하여 죽음에 이르게 된다.
- 헥토르 : 달의 섬에서 만나게 된 다프넨(보리스)의 적대자. 이름의 의미는 '대적자'.
- 에키온 :헥토르의 동생. 형을 아주 잘 따르기 때문에 형의 라이벌인 다프넨(보리스)을 미워한다. 이름의 의미는 '큰 뱀'.
- 드메린 칼츠 : 루시안 칼츠의 아버지. 아노마라드 지역 최고의 상단인 칼츠 상단의 총수이다.
- 에피비오노 : "살아남는다"라는 뜻의 이름을 가져, 가나폴리 멸망의 날 유일하게 살아남았다. 실력도 자존심도 강한 마법사. 필멸의 땅에서 보리스를 도와준다.
- 에브제니스 : 푸른 눈의 왕녀. "고귀한 왕녀"라는 의미의 이름을 가지고 있으며, 옛 가나폴리의 위대한 마법사들 중 하나이자 그들의 수장인 지티시의 딸. 아버지를 죽이리란 운명을 타고나 끝내는 그를 죽이게 되고, 가나폴리를 구하기 위한 '소멸의 기원'에 동참하여 목숨을 잃었다.
- 클로에 다 폰티나(Cloe da Pontina) : 폰티나 공작가문의 영애. 실버스컬(Sliverskull)에서 이솔렛과 보리스를 도와준다.

## 같이 보기
- 룬의 아이들 시리즈: 룬의 아이들: 데모닉